# Villa Lo Specchio
Villa Lo Specchio si trova in via San Bonaventura a Firenze, in zona Quaracchi, vicino Peretola.

## Storia e descrizione
Sorse nel Quattrocento per Giovanni Rucellai, autore dello Zibaldone, su progetto di Leon Battista Alberti. La villa fu descritta come "buona e bella chasa, bello e grand'orto, chopioso di buoni fructi[...]”  e si trovano assonanze fra questi passi che la descrivono ed il trattato De re aedificatoria.
Dopo alterne vicende, quando la villa era addirittura ridotta ad una fabbrica di scope, attività diffusa nella zona all'epoca, venne acquistata e ristrutturata nel 1877 dai frati francescani (i "Frati di Quaracchi") e nel 1928-1929 vi istituirono il Centro culturale ed editoriale internazionale dei Francescani, specializzato nelle pubblicazioni sulla storia dell'Ordine, detto anche Collegio Francescano Internazionale di San Bonaventura. I frati si trasferirono poi a Grottaferrata
Il complesso passò quindi all'Università di Firenze dopo l'alluvione del 1966 ed oggi è una delle sedi della Scuola di Agraria.